# Decimare
Decimare (latină decimatio; (decem = zece) a fost o formă de disciplină militară folosită de ofițerii din armata romană pentru a-i pedepsi pe soldații răzvrătiți sau lași. Cuvântul decimare provine din limba latină și are sensul de "îndepărtarea unei zecimi."

## Decimări romane
Practica decimării (latină decimus - al zecelea) a fost introdusă de romani care o aplicau prizonierilor de război în sec. V î.Hr. Mai târziu în timpul primului război punic 264-241 î.Hr. consulul Appius Claudius a aplicat-o propriilor legionari când aceștia se revoltau sau erau indisciplinați.
Există multe cazuri de decimare în istoria romană. De exemplu Caius Iulius Caesar o aplică împotriva lui Pompei în timpul luptelor de la Thapsus 46 î.Hr. și Munda 45 î.Hr. 
Galii foloseau și ei decimarea celor ce fugeau de pe câmpul de luptă.

## Alte decimări în istorie
Decimarea a mai fost aplicată și de:
- regele francilor Pepin cel Scurt 751-768
- Carol cel Mare 768-814
- generalul rus Aleksandr Menșikov în timpul lui Petru cel Mare, războiul ruso-suedez din 1700-1721.
- generalul itaian Luigi Cadorna comandantul suprem al armatei italene între 1915-1917. Cauza: înfrângerea de la Caporetto (Kobarid) în fața trupelor austro-germane. 5000 de soldați italieni au fost împușcați la întâmplare[2]